# Апостеріорна мова
Апостеріорна мова (від лат. a posteriori — з наступного) — штучна мова, елементи якої запозичені з існуючих мов, на противагу апріорної мови.
Розрізняють також апріорно-апостеріорні і апостериорно-апріорні мови, залежно від переважання відповідно апріорних або апостеріорних рис.
Апостеріорні мови можна розділити на три класи:
- Спрощена етнічна мова: бейсік-інгліш, латино-сіне-флексіоне та ін;
- Натуралістичні мові, тобто максимально наближені до етнічних мов (частіше романської групи): окциденталь, інтерлінгва;
- Автономні (схематичні) — в яких граматика з апріорними елементами використовує лексику, запозичену з етнічних мов: есперанто і більшість есперантідів, пізній волапюк.

Наявність апріорних елементів на синтагаматичному рівні (сполучуваність морфем) визначає приналежність апостеріорної мови до автономного типу; по їх наявності на парадигматичному рівні (склад морфем) автономні мови можна розділити на гіперсхематичні (есперанто) і гіпосхематичні (ідіом-неутраль).